# 横田チエ
横田 チエ（よこた チエ、1901年（明治34年）2月14日 - 1979年（昭和54年）10月7日）は、日本の女性運動家。岩手県議会議員。旧姓、小野寺。

## 経歴
岩手県二戸郡一戸町出身。1920年（大正9年）、岩手県女子師範学校（現・岩手大学教育学部）卒。卒業後は県内の小学校で教鞭を執る。無産運動家の横田忠夫と結婚したため、教職を追われるようになった。夫とともに各地を転々とし、この間、山川均の指導を受けた。その後、帰郷し、夫と労働農民党に入り、夫の政治活動を支援する。1940年（昭和15年）、夫の自殺後は戦争未亡人を支援する活動に奔走した。
1947年（昭和22年）、女性参政権の獲得により、盛岡市議会議員選挙に立候補し、当選する。翌年、「岩手みどり会」を結成し、会長となる。1959年（昭和34年）、岩手県議会議員選挙に日本社会党から立候補し、当選する。1963年（昭和38年）、「みちのくあかね会」会長、1964年（昭和39年）、盛岡市市政振興功労者、1970年（昭和45年）、勲五等宝冠章受章。1971年（昭和46年）に議員を引退した。

## 親族
- 息子、横田綾二 - 岩手県議会議員（日本共産党）
- 孫、高橋比奈子 - 綾二の娘、盛岡市議会議員、岩手県議会議員、自由民主党衆議院議員
- 曾孫、高橋康介 - 比奈子の息子、岩手県議会議員（自由民主党）
- 義弟、横田義重 - 盛岡市会議員